# جيليان أندرسون
جيليان لي اندرسون (بالإنجليزية: Gillian Anderson)‏: (من مواليد 9 أغسطس 1968) هي ممثلة أمريكية. بدأت حياتها المهنية في مجال المسرح ، وحققت اندرسون شهرة دولية عن دورها عميلة الخاصة دانا سكالي في مسلسل التلفزيوني الملفات الغامضة.

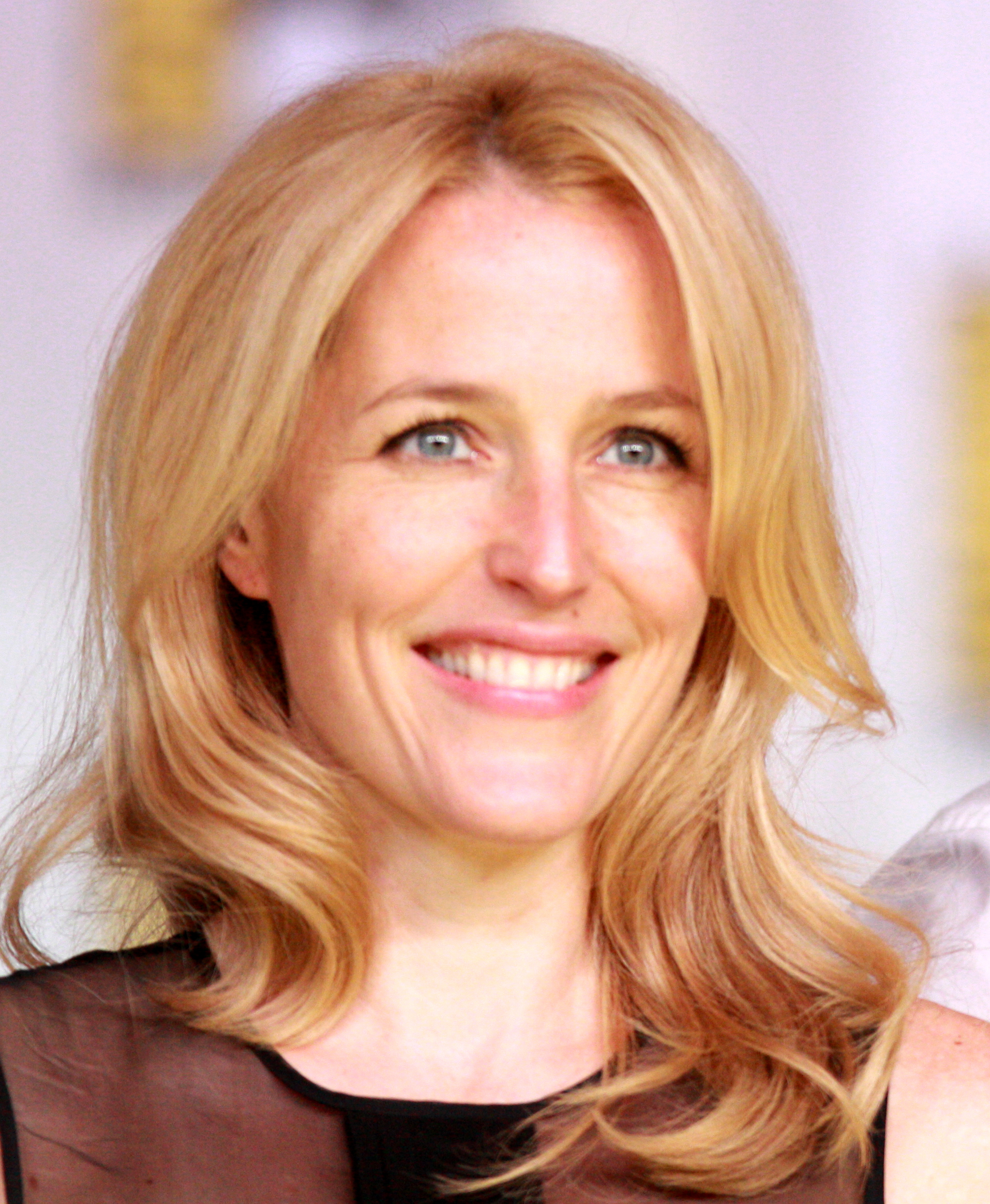